# La Falconera (Prat de Comte)
|  | Per a altres significats, vegeu «La Falconera». |

La Falconera és una muntanya de 587 metres que es troba al municipi de Prat de Comte, a la comarca de la Terra Alta.